# Старенький Сергій Євгенійович
Сергій Євгенійович Старенький (нар. 21 листопада 1973, місто Київ) — голова Державної пенітенціарної служби України (з 12 березня 2014 року по серпень 2014 року), адвокат. Заступник Голови Комітету захисту прав людини Національної асоціації адвокатів України.

## Освіта
Освіта вища. Київський національний університет імені Тараса Шевченка, спеціалізація — математичне моделювання процесів (1998).
Київська національна академія внутрішніх справ, спеціальність — юрист (2005).
Державний економіко-технологічний університет транспорту, спеціалізація — фінанси і кредит (2011).

## Трудова діяльність
У період з 1996 по 2008 рр. — робота на посадах від молодшого інспектора до заступника начальника в Київському слідчому ізоляторі.
2008—2009 рр. — робота в Управлінні виконання покарань в м. Києві та Київській області на посаді старшого інспектора.
2009—2010 рр. — начальник Київського слідчого ізолятору.
З 2011 р. — в.о. начальника Управління Державної пенітенціарної служби України в м.  Києві та Київській області.
У 2014 році призначений Головою Державної пенітенціарної служби України. Звільнений 06 серпня 2014 року.
26 березня 2015 року Київським апеляційним адміністративним судом звільнення Старенького Сергія Євгенійовича визнано протиправним та зобов'язано Кабінет Міністрів України поновити на посаді Голови Державної пенітенціарної служби України. Дане рішення було виконано 18 травня 2017 року. 21 травня 2017 року Старенький Сергій Євгенійович був звільнений з посади Голови Державної пенітенціарної служби України у зв'язку з ліквідацією відомства.
За час роботи отримав державний патент «Створення автоматичної бази даних з обліку ув'язнених».

## Нагороди
Нагороджений відзнакою Державного департаменту України з питань виконання покарань «За бездоганну службу», відзнаками Міністерства внутрішніх справ України «За честь і відвагу» ІІ ступеня, «За заслуги в карному розшуку України».

## Публічна діяльність
З 2010 по 2016 рр. — брав участь в проекті Film.UA Судові справи: Злочин і кара, що демонструвався на телеканалах Інтер, НТН, Перший канал Євразія (Казахстан).
З 2014 р. — експерт з питань діяльності правоохоронної та виконавчої системи. Учасник теле- та медіапроектів в Україні. Займає активну позицію щодо протидії впливу організоованої злочинності на місця позбавлення волі, докладно висвітлюючи їхні методи. Один з перших виступив проти закону Савченко.
З 2019 р. — запропонував ідею та розпочав роботу над проектом «адвокат дитини».